# صالح باديمجي
صالح باديمجي (بالتركية :Salih Bademci)، هو ممثل تركي، ولد في 15 أغسطس 1984 في إزمير. وهو خريج مدرسة بورنوفا الأناضول الثانوية.

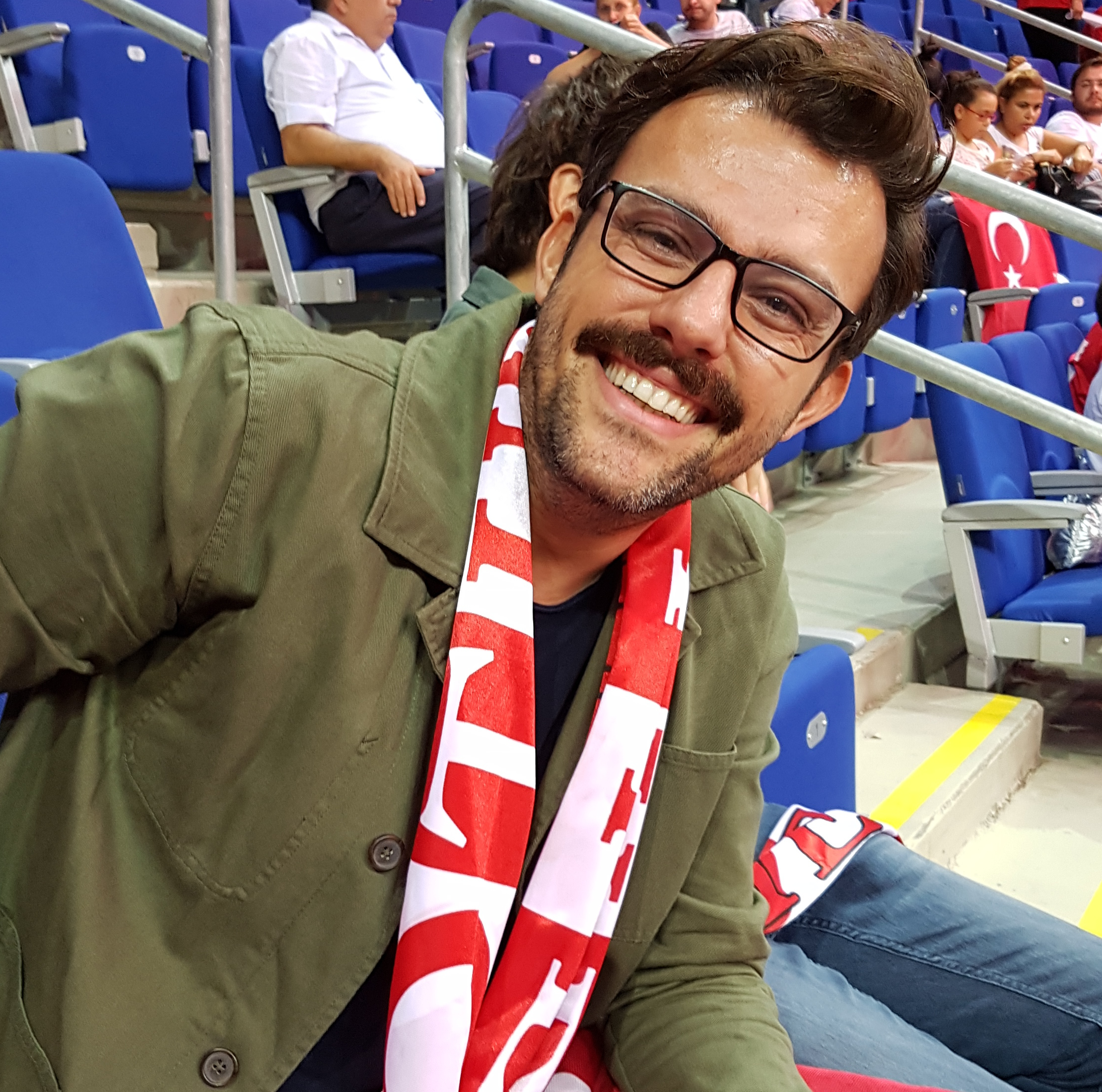

شارك في العديد من مسلسلات الدراما التركية، منها على مر الزمان (2013) بشخصية هاكان تاكي أوغلو، والمسلسل الشهير حب للإيجار بأجزائه بشخصية سنان كاراكايا (غسان حسب النسخة العربية).

## وصلات خارجية
- صالح باديمجي على موقع IMDb (الإنجليزية)
- صالح باديمجي على موقع قاعدة بيانات الفيلم (الإنجليزية)